# Amphineurus spinulistylus
Amphineurus spinulistylus är en tvåvingeart som beskrevs av Alexander 1925. Amphineurus spinulistylus ingår i släktet Amphineurus och familjen småharkrankar. Inga underarter finns listade i Catalogue of Life.